# Attila Simon (ur. 1979)
Attila Simon (ur. 9 października 1979 w Békéscsabie) – węgierski piłkarz występujący na pozycji defensywnego pomocnika.

## Sukcesy

### Klubowe
FC Fehérvár
- Zdobywca Pucharu Węgier: 2005/2006[1]